# Comuna Băuțar, Caraș-Severin
Băuțar (în maghiară: Bócár, în germană: Bautzen) este o comună în județul Caraș-Severin, Transilvania, România, formată din satele Băuțar (reședința), Bucova, Cornișoru și Preveciori.

## Demografie
Componența etnică a comunei Băuțar
     Români (89,1%)
     Alte etnii (10,9%)
Componența confesională a comunei Băuțar
     Ortodocși (72,5%)
     Baptiști (9,24%)
     Greco-catolici (4,67%)
     Penticostali (1,93%)
     Alte religii (0,45%)
     Necunoscută (11,22%)
Conform recensământului efectuat în 2021, populația comunei Băuțar se ridică la 2.229 de locuitori, în scădere față de recensământul anterior din 2011, când fuseseră înregistrați 2.604 locuitori. Majoritatea locuitorilor sunt români (89,1%). Din punct de vedere confesional, majoritatea locuitorilor sunt ortodocși (72,5%), cu minorități de baptiști (9,24%), greco-catolici (4,67%) și penticostali (1,93%), iar pentru 11,22% nu se cunoaște apartenența confesională.

## Politică și administrație
Comuna Băuțar este administrată de un primar și un consiliu local compus din 11 consilieri. Primarul, Romeo-Silviu Răduță[*], de la Partidul Național Liberal, este în funcție din octombrie 2020. Începând cu alegerile locale din 2024, consiliul local are următoarea componență pe partide politice:
|  | Partid                          | Consilieri | Componența Consiliului | Componența Consiliului | Componența Consiliului | Componența Consiliului | Componența Consiliului | Componența Consiliului |
|  | ------------------------------- | ---------- | ---------------------- | ---------------------- | ---------------------- | ---------------------- | ---------------------- | ---------------------- |
|  | Partidul Național Liberal       | 6          |                        |                        |                        |                        |                        |                        |
|  | Partidul Social Democrat        | 3          |                        |                        |                        |                        |                        |                        |
|  | Alianța pentru Unirea Românilor | 2          |                        |                        |                        |                        |                        |                        |

## Atracții turistice
- Parcul Național Retezat
- Case tradiționale țărănești din secolul al XIX-lea
- Trasee montane spre :

- Vârful Cununii
- Vârful Sturu
- Vârful Murgan
- Vârful Cracului